# Гамет
Гамети су полне ћелије које се стварају путем мејозе те садрже хаплоидан број хромозома. Људи и већина сисара користе XY систем одређивања пола у којем нормална јајна ћелија може да носи само Х хромозом, док сперматозоид може да носи или Х или Y хромозом, или ниједан, у ређим случајевима. Ако зигот има два Х хромозома развијаће се у женско биће, ако има X и Y хромозом, развиће се у мушко.

## Подела
Код једноћелијских животиња, протозоа, гамети могу бити:
- изогамети, који су међусобно исти; процес њиховог спајања назива се изогамија;
- анизогамети се међусобно разликују и морфолошки и по понашању (по величини и изгледу):
  1. микрогамети су ситнији, покретни (имају бичеве, мушки гамети слични сперматозоидима вишећелијских животиња;
  2. макрогамети су крупни и личе на јајне ћелије вишећелијских животиња.

Процес спајања анизогамета назива се анизогамија.
Код вишећелијских животиња образују се две врсте гамета:
- сперматозоиди и
- јајна ћелија.

Јајне ћелије(женски гамети) стварају се у оваријумима(јајницима), сперматозоиди(мушки гамети) стварају се у тестисима(семеницима). 
Кака се оваријуми и тестиси развијају у различитим јединкама - женкама, односно мужјацима то је полни диморфизам. Код малог броја јединки оба типа полних органа стварају се у једној јединки(кишна глиста, мекушци, метиља, пантљичара) то је хермафродитизам односно двополност. Иако се у једном телу стварају оба пола оплођење је најчешће између две јединке.
- Јајне ћелије су обично крупне и непокретне, а сперматозоиди ситни и покретни.

## Еволуција гамета
Опште је прихваћено да је изогамија стање предака из којег је еволуирала анисогамија, иако њена еволуција није оставила фосилне записе. Оогамија је такође еволуирала од изогамије преко анизогамије. Готово увек постоје само два типа гамета, а све анализе показују да су средње величине гамета елиминисане због селекције. Полне ћелије средње величине немају исте предности као мале или велике; оне су лошије од малих у покретљивости и броју, а лошије од великих у снабдевању.

## Различитост
За разлику од гамете, диплоидна соматска ћелија појединца садржи једну копију сета хромозома из сперме и једну копију сета хромозома из јајне ћелије. Сходно томе, ћелије потомства имају гене потенцијално способне да изразе карактеристике и оца и мајке, зависно од тога да ли су доминантне или рецесивне. Хромозоми гамета нису тачни дупликати ниједног од скупова хромозома који се налазе у диплоидним хромозомима, већ мешавина ова два.

## Одређивање пола код сисара и птица
Људи и већина сисара користе XY систем одређивања пола у којем нормална јајна ћелија може да носи само Х хромозом, док сперматозоид може да носи или Х или Y хромозом, или ниједан, у ређим случајевима. Ако зигот има два Х хромозома развијаће се у женско биће, ако има X и Y хромозом, развиће се у мушко.
За птице, женска јајна ћелија одређује пол потомства, преко ZW система за одређивање пола.

## Биљке
Биљке које се сексуално размножавају такође производе гамете. Међутим, пошто биљке имају животни циклус који укључује смењивање диплоидних и хаплоидних генерација, постоје неке разлике. Биљке користе мејозу за производњу спора које се развијају у вишећелијске хаплоидне гаметофите који производе гамете митозом. Сперматозоиди се формирају у органу познатом као антеридијум, а јајне ћелије у органу у облику бочице званом архегонијум. У цветним биљкама, женски гаметофит се производи унутар јајне ћелије унутар јајника цвета. Када сазре, хаплоидни гаметофит производи женске гамете које су спремне за оплодњу. Мушки гаметофит се производи унутар поленовог зрна унутар прашника. Када се поленово зрно спусти на зрелу стигму цвета, оно клија и формира поленову цев која расте низ стил у јајник цвета, а затим у јајну стабљику. Полен затим производи сперму митозом и ослобађа их за оплодњу.